# 汾阳路150号住宅

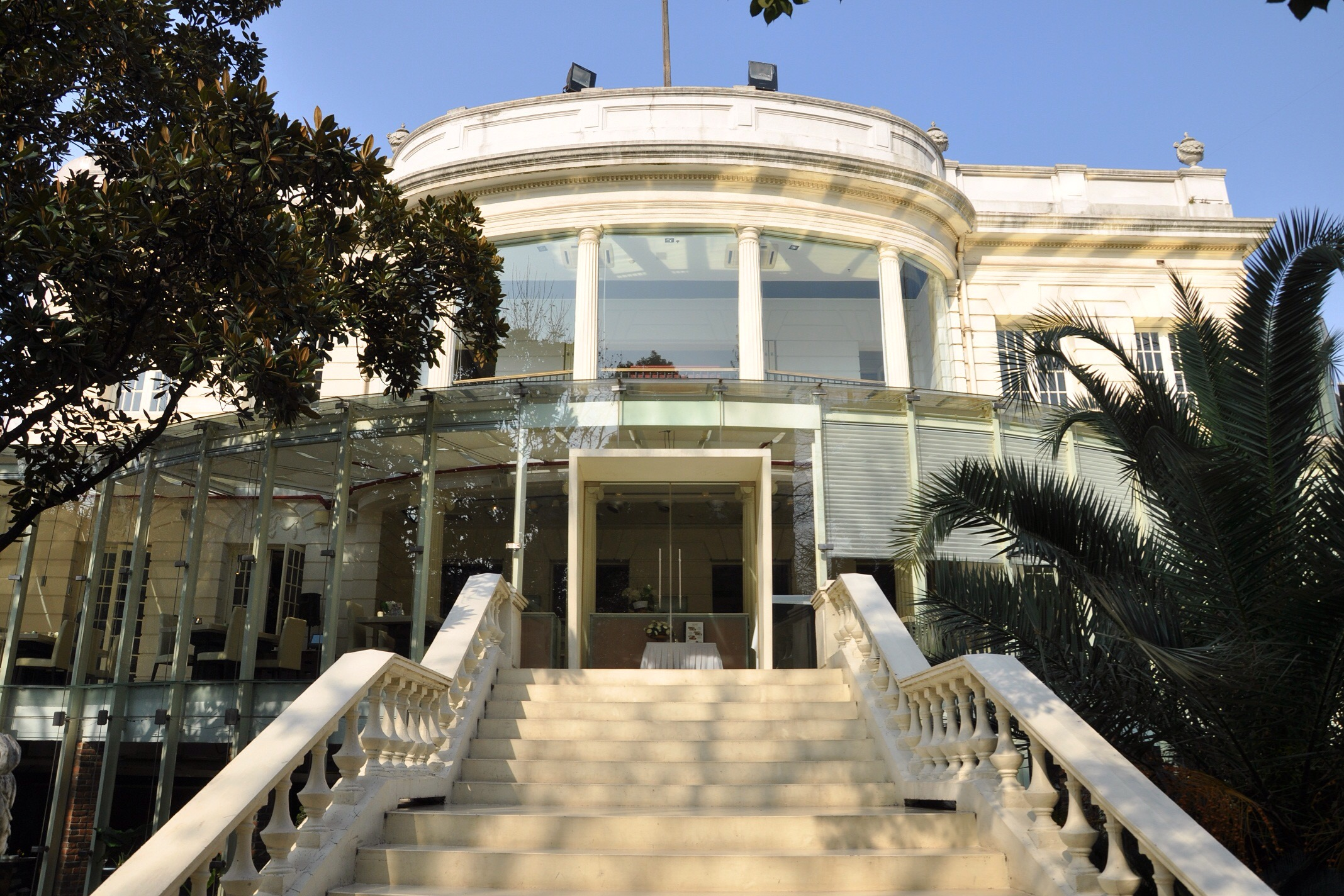
汾阳路150号住宅

汾阳路150号住宅是中国上海市的一座历史建筑，位于徐汇区汾阳路150号（原上海法租界毕勋路）。2003年8月18日，列为徐汇区登记不可移动文物。

## 历史
汾阳路150号住宅建于1919年，原为万国储蓄会经理、荷兰籍犹太富商司比尔门（Michel Speelman）的私家花园，为匈牙利建筑师邬达克设计的早期作品。这是一座法国古典主义风格的建筑，共三層。立面强调轴线对称，中部为优美的爱奥尼柱式的门廊，内部设有豪华的大理石旋转楼梯，通往宽敞的阳台。
1941年太平洋战争爆发后，司比尔门作为敌国侨民被日军关进集中营，该建筑为汪精卫政府监察院长梁鸿志所有。日本战败后，该建筑成为国防部长白崇禧公馆。白崇禧、白先勇在此居住。1949年以后，此处曾用作上海画院和上海越剧院。1997年以后，台湾宝莱纳餐饮公司在此开设德国啤酒屋（设于原越剧院练功房）和仙炙轩极品烤肉餐厅，已于2016年停业。
2015年12月，汾陽路150號被上海市徐匯區文化局公佈為徐匯區文物保護點。截至2020年年初，當地已成為上海滬劇院總部。